# 吴永刚

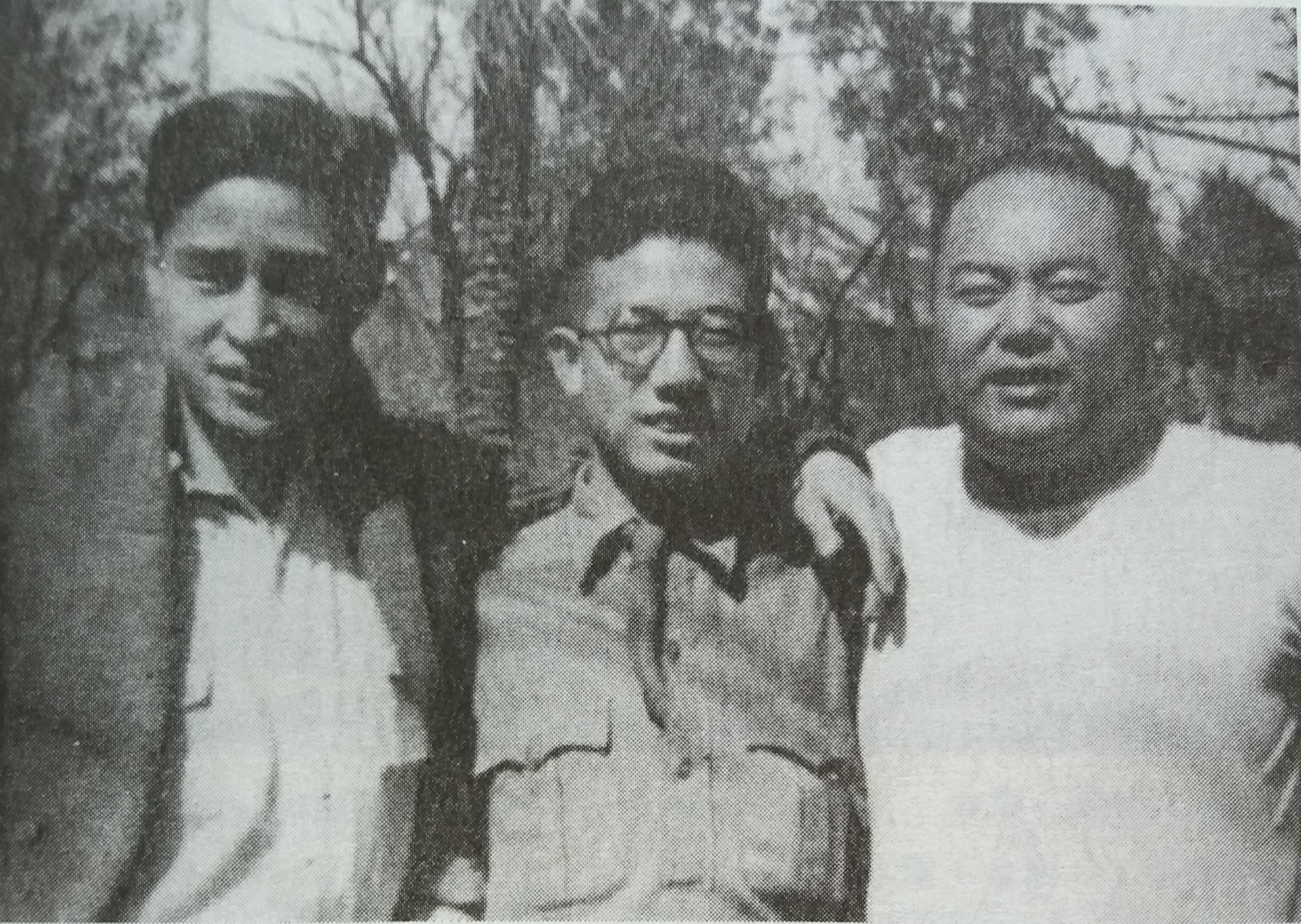
金焰（左一）、吴永刚（中）、章志直（右一）

吴永刚（1907年11月1日—1982年12月18日），男，江苏吴县人，中华民国及中华人民共和国导演、编剧。吴永刚是从默片时代走到改革开放的一位经历曲折的电影人。

## 生平
1907年，吴永刚出生在上海，后来长于河南。少年时代，他随在铁路系统任职的父亲游历中原、江南等地。他喜爱足球、武术，且更喜爱诗词和艺术。1924年，他在苏州萃英中学学习时，因为阅读左派书刊及参加“反基督教大同盟”的活动，而遭到校方开除。 吴永刚中学肄业。
1925年，他违背了父亲让其经商的意愿，加入上海百合影业公司当美工练习生。他曾经为导演史东山做场记，在《美人计》等电影中扮演角色。1928年，他被升为美工师。为了深造，他考入上海美专西洋画系，半工半读。1930年之后，他在天一影片公司任美工师。1931年，进入联华影业公司任美工师。
1934年，在田汉的支持下，吴永刚的编导处女作《神女》问世，这是一部具有高度艺术成就的默片，成为中国电影史上的经典影片之一。此后，他导演了富有哲学思考的电影《浪淘沙》，格调清新淡雅。1936年，他编导了国防影片《壮志凌云》，当时左派舆论评论称，“全片自始至终都充满着青春的健壮的活力，令人感到兴奋。”他成为1930年代中国的知名导演之一。
1937年八一三事变爆发后，吴永刚曾赴平型关一带拍摄反映抗日战争的新闻片。上海“孤岛”时期，他在新华影业公司、华成影业公司、华新影业公司等电影公司，编导电影《离恨天》、《铁窗红泪》、《岳飞精忠报国》等等。后来，他为上海艺术剧社等团体导演话剧《花溅泪》、《明末遗恨》等。
抗日战争胜利后，他为中央电影企业股份有限公司二厂、中央电影企业股份有限公司一厂编导电影《忠义之家》、《终身大事》等。1947年，他编导了影片《迎春曲》，宣称“我们要用粗大的手，去迎接那光辉的春天！” 
1949年，他在东北电影制片厂编导了中华人民共和国第一部以土地改革为题材的电影《辽远的乡村》。后来，他出任上海电影制片厂、海燕电影制片厂导演。 他到上海电影制片厂，编导了中华人民共和国首次采用少数民族语言及演员的电影《哈森与加米拉》。1956年，他根据《今古奇观·灌园叟晚逢仙女》改编并导演了电影《秋翁遇仙记》，节奏舒缓，音乐优美，民族气息浓郁。 1957年，他发表了《政治不能代替艺术》等论文，强调艺术创作必须遵循艺术规律，反对空洞的说教。1957年，他被打成“右派”。
1962年恢复工作之后，他导演了戏曲艺术片《碧玉簪》、《尤三姐》。越剧戏曲片《碧玉簪》保留了原剧委婉细腻的唱、白、做、表，又突破了舞台的时空局限，在戏曲片领域进行了有益的探索，成为戏曲片中的精品。
1966年文化大革命爆发后，吴永刚遭到残酷迫害。文化大革命结束后，吴永刚获得彻底平反改正。他应广西电影制片厂的邀请，拍摄了舞台艺术片《刘三姐》。拍摄期间，他在事故中受伤，不久又得知儿子病危，但他最终坚持拍完了本片。 1980年他作为总导演拍摄了电影《巴山夜雨》（吴贻弓担任执行导演），该片获得第1届中国电影金鸡奖最佳故事片奖。
吴永刚曾任中国民主同盟中央委员会委员、中国电影家协会第四届理事、上海市政协委员。1982年12月，吴永刚加入中国共产党。
1982年12月18日，吴永刚病逝。1995年，吴永刚获得中国电影世纪奖最佳导演奖。

## 作品
导演作品
- 楚天风云（1981年，总导演）
- 巴山夜雨（1980年，总导演）
- 茶童戏主（1979年）
- 刘三姐（1978年，吴永刚、陈正鸿导演）
- 尤三姐（1963年）
- 碧玉簪（1962年，编导）
- 林冲（1958年，舒適、吴永刚导演）
- 秋翁遇仙记（1956年，编导）
- 哈森与加米拉（1955年）
- 辽远的乡村（1951年）
- 饿人行（1949年，编导）
- 舐犊情深（1948年，编导）
- 终身大事（1947年，编导）
- 迎春曲（1947年，编导）
- 忠义之家（1946年，编导）
- 摩登地狱（1941年，编导）
- 铁窗红泪（1941年，编导）
- 战地情花（1941年，编导）
- 白雪公主（1940年，编导）
- 岳武穆精忠报国（1940年，编导）
- 花魁女（1940年，编导）
- 林冲雪夜歼仇记（1939年，编导）
- 黄海大盗（1938年，编导）
- 胭脂泪（1938年，编导）
- 离恨天（1938年，编导）
- 无敌武术团（1938年，编导）
- 四潘金莲（1938年，编导）
- 浪淘沙（1938年，编导）
- 壮志凌云（1936年，编导）
- 小天使（1935年）
- 神女（1934年，编导）

演出作品
- 大破高唐州（1928年）
- 金钱之王（1928年，姜起凤导演）
- 银枪盗（1928年，王元龙导演）
- 美人计（1927年，史东山导演）